# Neocentrophyes intermedius
Neocentrophyes intermedius is een soort in de taxonomische indeling van de stekelwormen.
De diersoort behoort tot het geslacht Neocentrophyes en behoort tot de familie Neocentrophyidae. De wetenschappelijke naam van de soort werd voor het eerst geldig gepubliceerd in 1969 door Higgins.